# Родт, Марквард Рудольф фон
Марквард Рудольф фон Родт цу Бусмансхаузен (нем. Maquard Rudolf von Rodt zu Bußmannshausen, 1644—1704) — епископ Констанца, занимавший кафедру в период между 1689 и 1704 годами.
Марквард Рудольф происходил из старинного верхнешвабского рыцарского рода баронов фон Родт цу Бусмансхаузен, и был сыном Иоганна Дитриха фон Родта, потомственного сенешаля аббатства Кемптен, и Марии Барбары фон Вестерштеттен.
После обучения в Страсбургском университете (с 1666 года) и деятельности в качестве субдиакона и диакона, по протекции правящего епископа он был в 1660 году принят в ряды констанцского домского, то есть соборного капитула, и 26 мая 1668 года принял священнический сан. Кроме того, с 1668 года он был членом домского капитула в Аугсбурге. В 1673 году он занял должность кантора, в 1683 году — архидиакона и в 1686 году — декана констанцского кафедрального собора. В том же 1686 году он был назначен президентом констанцского Духовного совета — важнейшего органа административно-церковного управления княжества-епископства.
14 апреля 1689 года домский капитул Констанца избрал Маркварда Рудольфа фон Родта новым предстоятелем епархии (незначительным большинством голосов, и только в третьем туре; в том числе из-за попыток венского габсбургского двора утвердить своего кандидата), и 6 марта следующего года был подтвержден римским папой Александром VIII; епископская хиротония состоялась 18 июня 1690 года.
Его правление пришлось на период резкого обострения отношений между Священной Римской империей и Францией, что нашло своё выражение в длившейся почти целое десятилетие войне за пфальцское наследство. С одной стороны, это способствовало увеличению политического влияния епископства, чей глава, наряду с герцогом Вюртемберга, фактически руководил Швабским имперским округом, напрямую затронутым военными действиями. С другой стороны, война разоряла и без того находившиеся в не самом лучшем финансовом положении территории, что выразилось в постепенном отчуждении швабских сословий от целей политики Габсбургов в юго-западной Германии. Несмотря на это, в 1695 году Марквард Рудольф фон Родт смог достичь договорённости о погашении части задолженности венского двора перед княжеством-епископством, которое и само на протяжении столетий находилось под значительным долговым бременем.
Другой важной темой, остававшейся значимой на всём протяжении XVIII века, были противоречивые отношения с имперскими аббатствами, располагавшимися в пределах епархии: в первую очередь, с Санкт-Галленом и Айнзидельном. С последним в 1691 году был заключён договор, на время положивший конец взаимным претензиям сторон.